# ジェイエス繁殖馬セール
ジェイエス繁殖馬セール（ジェイエス・はんしょくば・セール）とは、ジェイエスが主催して毎年2回北海道市場で行われる、競走馬を引退した繁殖牝馬（雌馬）のセリ市である。

## 概要
当セールは日本で唯一、繁殖牝馬の取引がなされるセールで、2004年から秋季セールの年1回で開催したが、2008年から冬季セールを加え、年2回の開催となった。このセールではすでに繁殖シーズンに受胎した馬のほか、未受胎・空胎の馬も多数出品され、出品馬の子孫から重賞級競走馬が数多く輩出されている。
「現役引退馬や未供用馬（出走実績がない馬など）の売買機会を増やす」狙いがあり、「雌馬を買って走らせたあと、このセールで売却する」という競走馬の所有スタイルの確立などに期待が寄せられている。

## 主な産駒が活躍した出品馬
- デアリングバード - 産駒（以下同文）:デアリングタクト
- カサロサーダ - アランバローズ
- タカラカンナ - マイネルキッツ
- セイウンクノイチ - セイウンワンダー
- ロージーミスト - グランプリボス
- ホワイトリープ - エルドラド
- ティックルピンク - アンジュデジール
- マリーンウィナー - ホワイトフーガ
- オメガフレグランス - オメガパフューム
- メジロレーマー - フィールドルージュ
- オメガファスター - アポロマーベリック
- シャドウシルエット - オジュウチョウサン